# چشیوان
چشیوان، روستایی از توابع بخش سیمکان شهرستان جهرم در استان فارس ایران است.

## جمعیت
این روستا در دهستان پل به پایین قرار دارد و بر اساس سرشماری مرکز آمار ایران در سال ۱۳۸۵، جمعیت آن ۱۳۷ نفر (۳۱ خانوار) بوده‌است.